# سانتنال-1
سانتنال-1 هو أول كوكبة أقمار صناعية تابعة لبرنامج كوبرنيكوس تديرها وكالة الفضاء الأوروبية. تتكون هذه المهمة من كوكبة من قمرين صناعيين، سانتنال-1 إيه وسانتنال-1 بي، اللذين يشتركان في نفس المستوى المداري. يحملان أداة رادار ذات فتحة اصطناعية ذات نطاق سي توفر مجموعة من البيانات في جميع الأحوال الجوية، ليلاً أو نهارًا. تتميز هذه الأداة بدقة مكانية تصل إلى 5 أمتار ومساحة تصل إلى 400 كم. الكوكبة موجودة في مدار متزامن مع الشمس بالقرب من القطب (98.18 درجة).
أُطلق أول قمر صناعي، سانتنال-1 إيه، في 3 أبريل 2014، وأُطلق سانتنال-1 بي في 25 أبريل 2016. انطلق كلا القمرين الصناعيين من نفس الموقع في كوروا، غويانا الفرنسية، وكل منهما على صاروخ سويوز.
هناك مجموعة كبيرة من التطبيقات للبيانات التي جمعها سانتنال-1. تشمل بعض هذه الاستخدامات مراقبة البحر والأرض، والاستجابة للطوارئ بسبب الكوارث البيئية، والتطبيقات الاقتصادية.
تجعل سياسات وكالة الفضاء الأوروبية والمفوضية الأوروبية بيانات سانتنال-1 سهلة الوصول. يمكن للعديد من المستخدمين الحصول على البيانات واستخدامها للأغراض العامة أو العلمية أو التجارية مجانًا.

## معرض صور

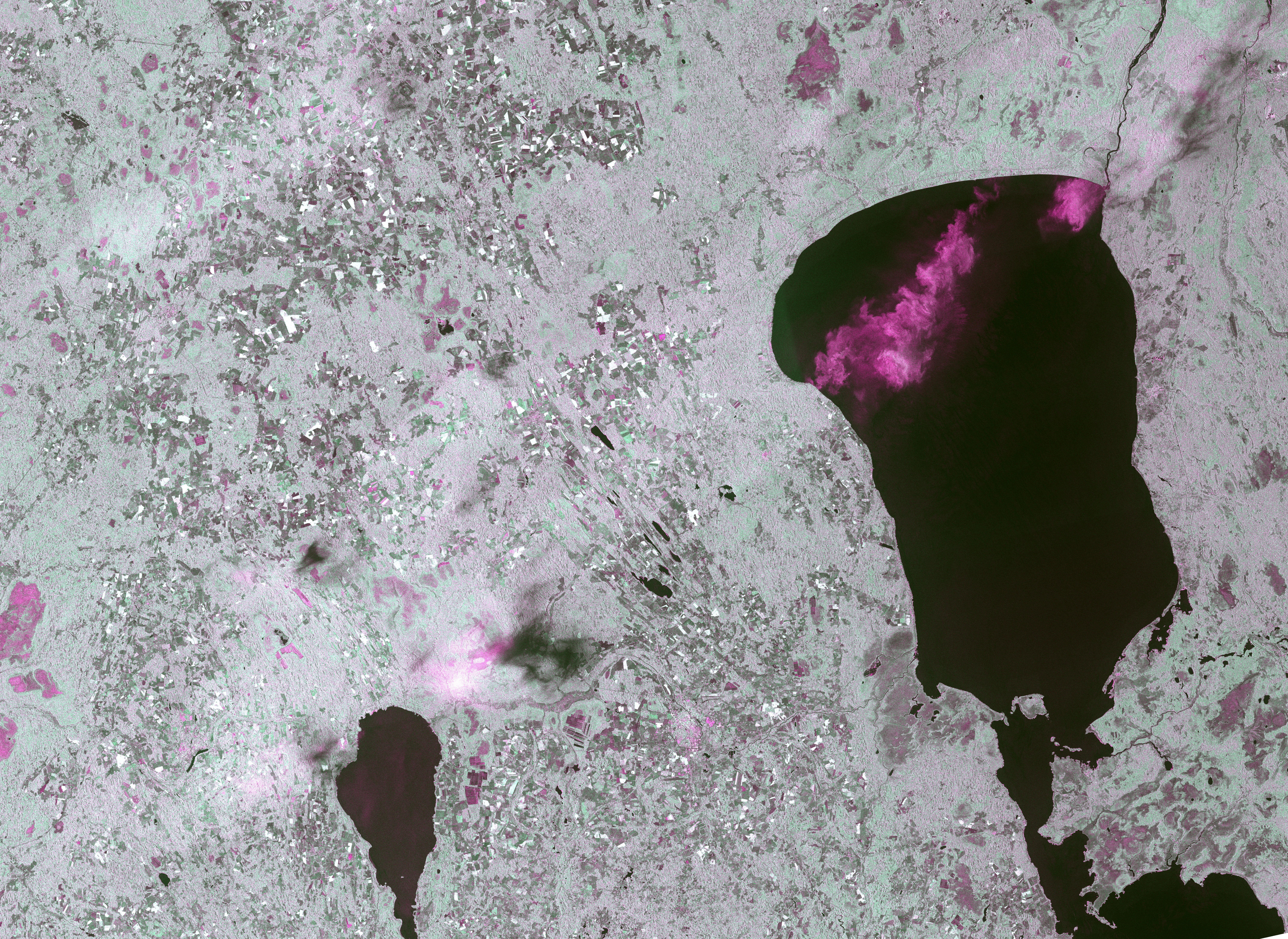
عواصف رعدية فوق إستونيا.
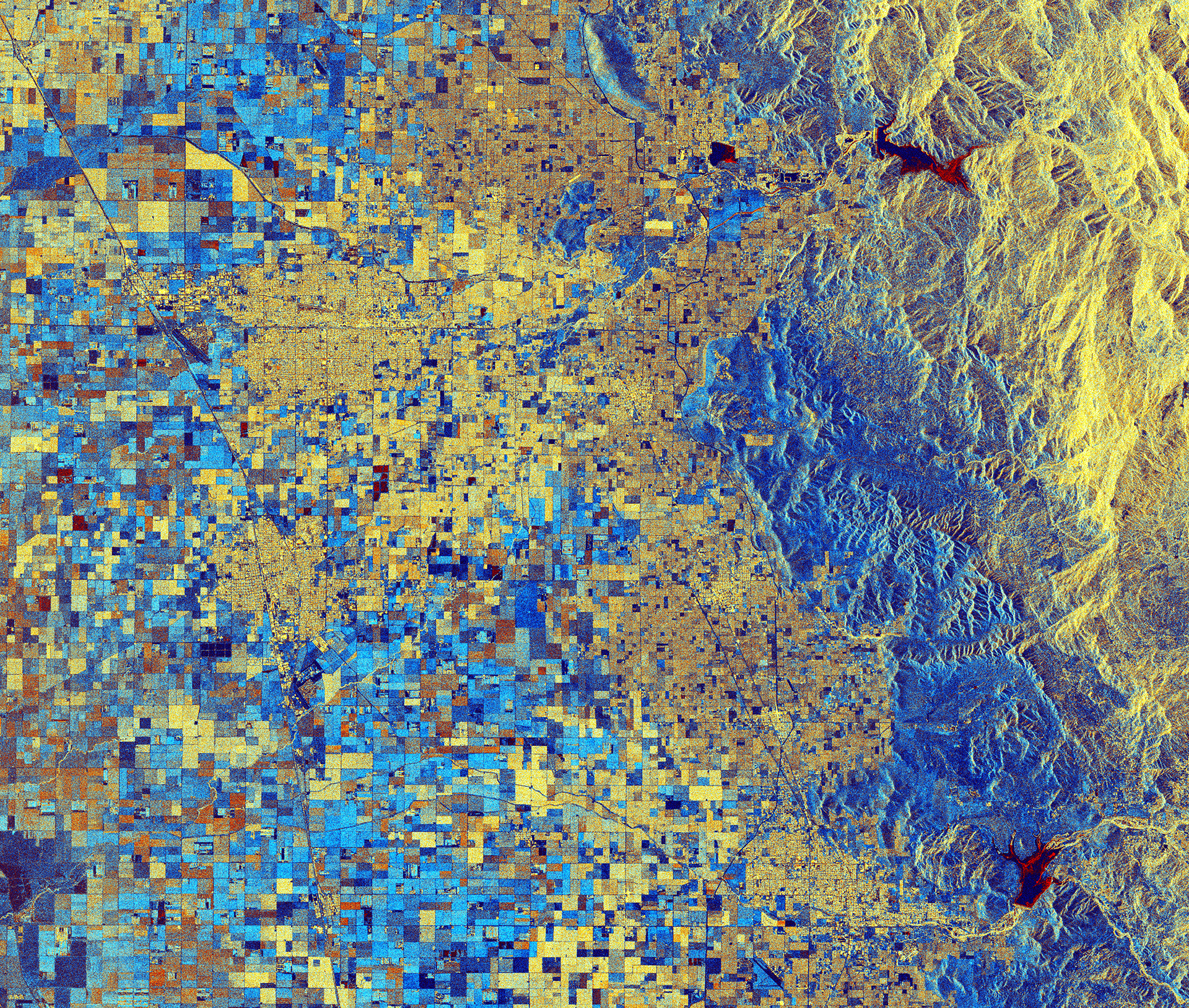
منطقة ليك سكسيس، كاليفورنيا.
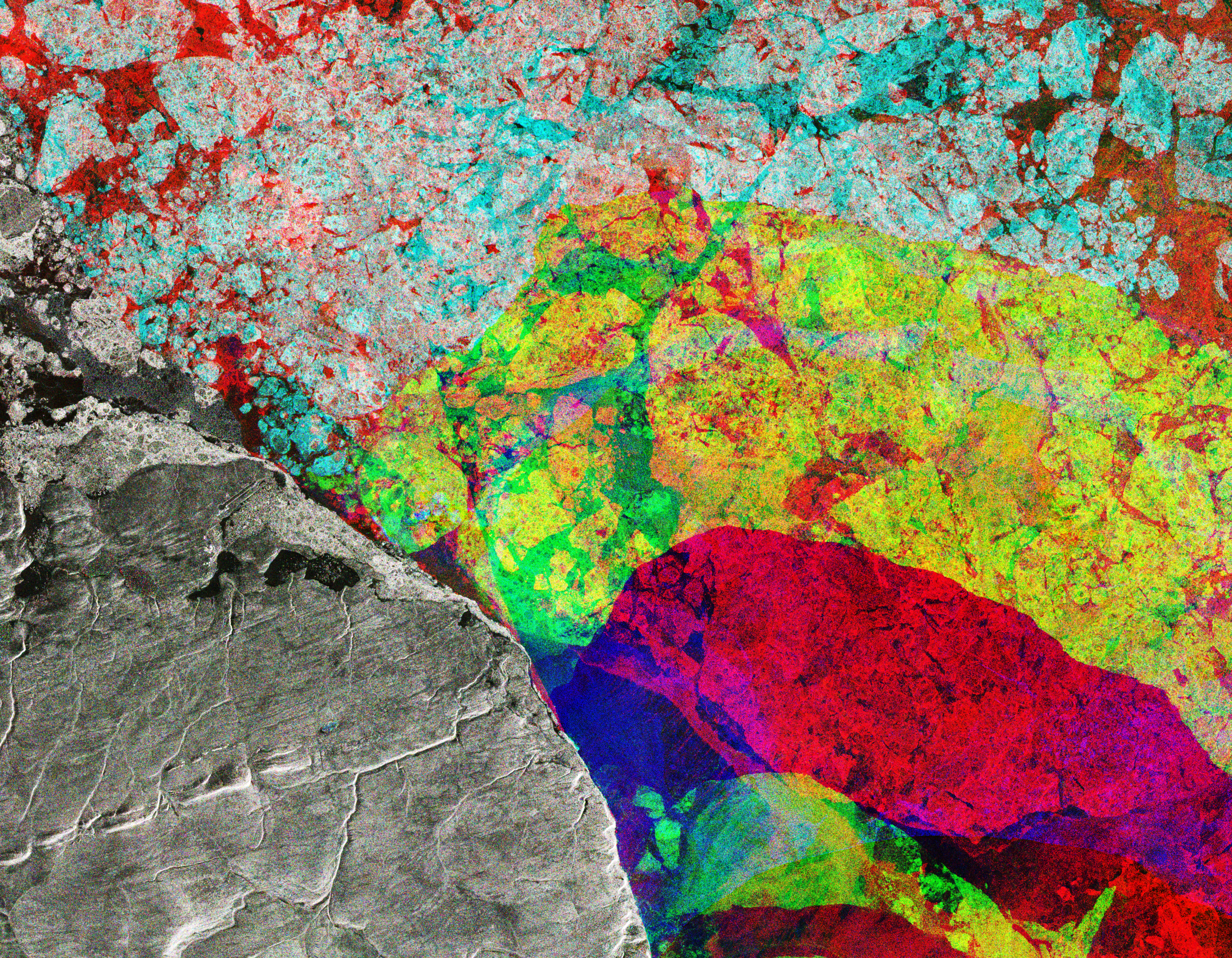
حركة الجليد في أليرت، كندا.
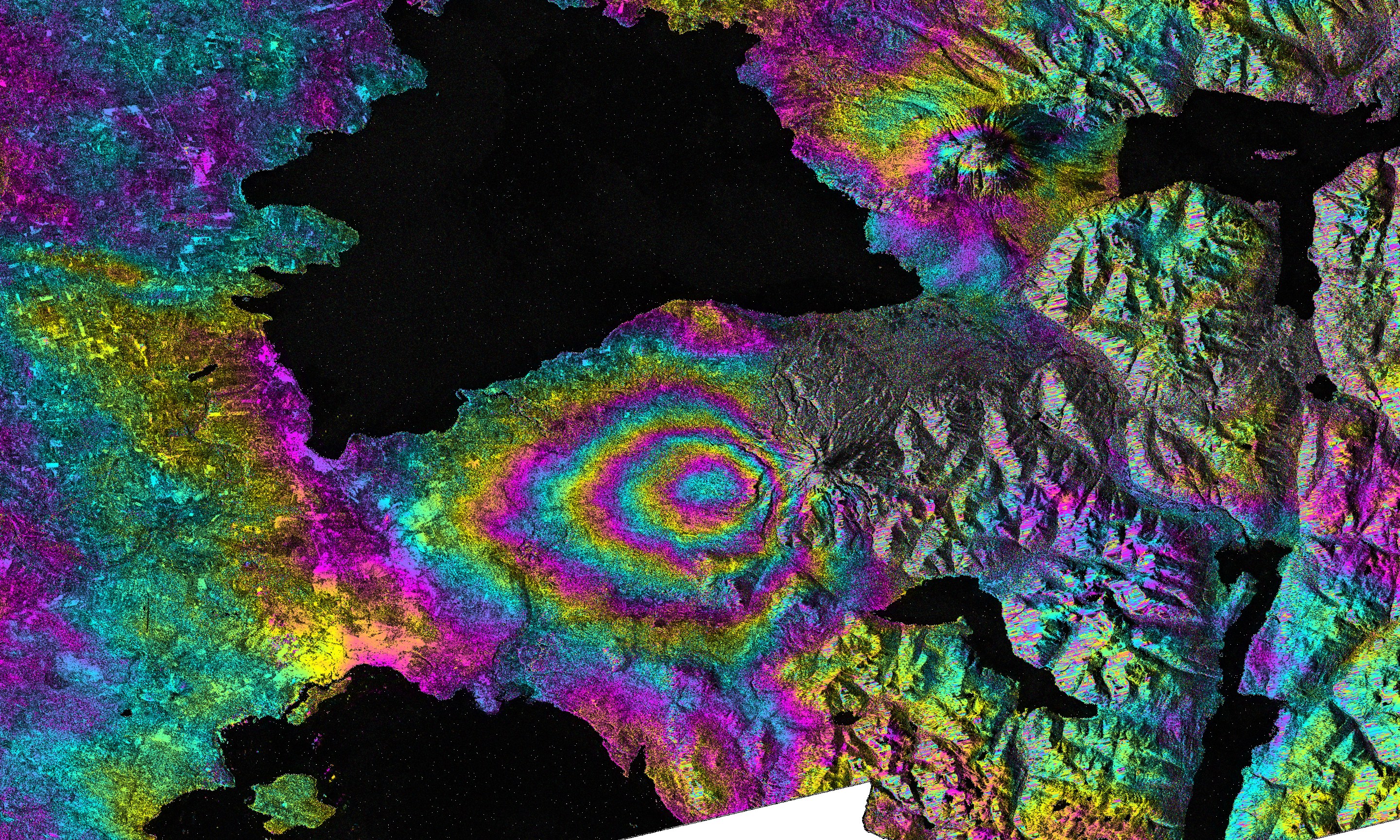
[[InSAR|صورة تعرض تشوه الأرض بعد ثوران بركان كالبوكو في تشيلي.
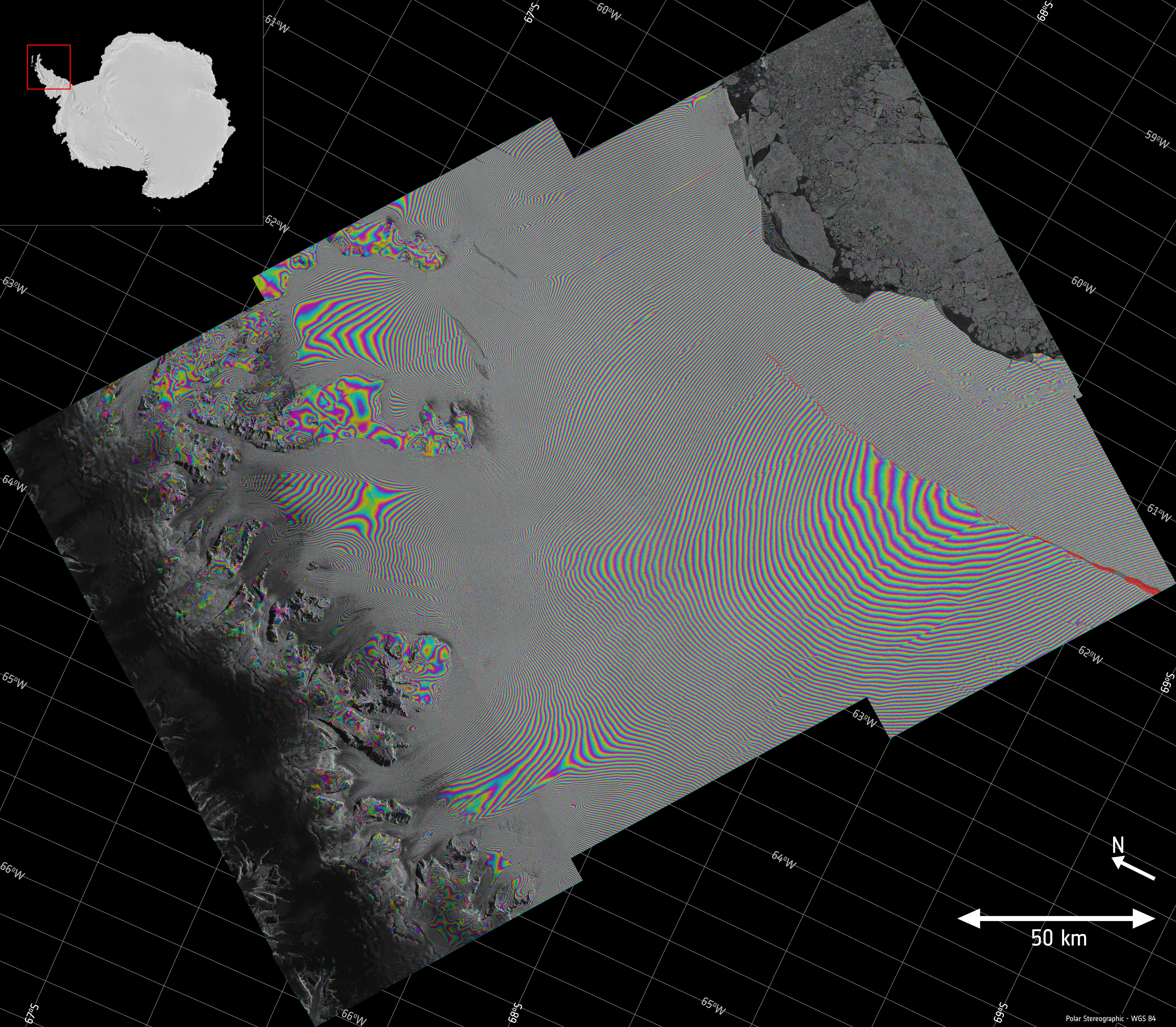
صدع في جرف لارسن الجليدي، أنتاركتيكا.

## وصلات خارجية
- Sentinel-1 at ESA's Sentinel Online
- Sentinel-1 at ESA's Earth Online
- Sentinel-1 at ESA's Observing the Earth
- Sentinel-1 Scientific Data Hub by ESA
- Sentinel-1 fact sheet by the European Union
- Copernicus Programme